# Dair Asanow
Dair Asanowicz Asanow (ros. Даир Асанович Асанов, ur. 30 maja 1922 w miejscowości Basz-Kajyngdy w obwodzie naryńskim, zm. 18 września 2009 w Biszkeku) – radziecki wojskowy narodowości kirgiskiej, generał major, Bohater Związku Radzieckiego (1943).

## Życiorys
Urodził się w kirgiskiej rodzinie chłopskiej. Miał wykształcenie średnie, pracował w kołchozie, od 1941 służył w Armii Czerwonej, od stycznia 1943 walczył w wojnie z Niemcami. Od 1943 należał do WKP(b), był celowniczym działa 1208 pułku artylerii lekkiej 31 Brygady Artylerii Lekkiej 11 Dywizji Artylerii 6 Armii Frontu Południowo-Zachodniego w stopniu sierżanta, wyróżnił się w walkach o wieś Piatnickoje w rejonie czuhujiwskim w obwodzie charkowskim, gdzie 23 marca 1943 odparł 3 ataki czołgów wroga, niszcząc 8 czołgów, 6 maszyn pancernych i wiele karabinów maszynowych. W 1946 ukończył szkołę wojsk pancernych w Uljanowsku, a w 1956 Akademię Wojskowo-Polityczną im. Lenina, był wojskowym komisarzem rejonu lenińskiego w mieście Frunze (obecnie Biszkek), w 1984 zakończył w stopniu pułkownika służbę wojskową, później otrzymał stopień generała majora w stanie spoczynku. Przewodniczył Radzie Weteranów Kirgistanu. Jego imieniem nazwano liceum wojskowe.

## Odznaczenia
- Złota Gwiazda Bohatera Związku Radzieckiego (26 października 1943)
- Order Lenina (26 października 1943)
- Order Wojny Ojczyźnianej I klasy (dwukrotnie)
- Order Czerwonej Gwiazdy (dwukrotnie)
- Order „Znak Honoru”
- Medal „Za zasługi bojowe” (trzykrotnie)

I medale.